# Cetuń
Cetuń [ˈt͡sɛtuɲ] (Đức Zetthun) là một ngôi làng ở quận hành chính của Gmina Polanów, trong Koszaliński, Zachodniopomorskie, ở tây bắc Ba Lan. Nó nằm khoảng 8 kilômét (5 mi)  phía tây Polanów (Pollnow), 29 km (18 mi) về phía đông nam Koszalin (Köslin) và 152 km (94 mi) về phía đông bắc của thủ đô khu vực Szczecin (Stettin).
Trước năm 1945, khu vực này là một phần của Đức. Đối với lịch sử của khu vực, xem Lịch sử của Pomerania.
Ngôi làng có dân số 230 người.